# Klockning

Tillskärning av helcirkelkjol, även kallad rundskuren.

Klockning (klock), är en tillskärningsteknik för tyg. Modellen kan även kallas helcirkelkjol eller rundskuren.
Tyget fogas samman till en cirkel, vilket gör att kjolen faller som en klocka. Vanligen sys två halvcirklar samman, eller flera trekantskilar; bäst blir fallet om tyget är så brett att en hel cirkel kan skäras till.